# Castillo de Torelló
El castillo de Torelló, también conocido como castell dels moros, está situado sobre la cresta de una pequeña serranía, a 781 m de altitud, al norte de la plana de Vich, por encima del valle de Torelló y el río Ges, sobre los cuales ejercía de bastión de vigilancia.
Por su situación, unos 250 m por encima de los valles del río Ges y del río Ter, que surge aquí de los prepirineos, a una altitud de 500 m, ofrece una vista privilegiada de la plana de Vich y de todas las estribaciones que la rodean hasta el Montseny.
El castillo fue un bastión formidable para controlar las entradas y salidas de la plana de Vich y de Cataluña hacia el norte en este sector de los Pirineos.
Por el oeste pueden observarse desde aquí las sierras de Bellmunt, Curull, Puigsacalm y Cabrera; por el este, Orís y el santuario de Els Munts; por el sur, la plana de Vich, el Collsacabra y la sierra de Sobremunt, y por el norte, el valle del Ter hasta San Quirico de Besora, el Puig de los Tres Batlles, con el que está unido por la misma cresta, que se alarga hacia el oeste hasta Bellmunt, una parte del prepirineo y las altas cimas del Puigmal, el Pedraforca y la Tossa d’Alp.

## Descripción
De la antigua construcción apenas ha sobrevivido un torreón cilíndrico del siglo XII de unos 5,5 m de altura y 6 m de anchura, hecho de bloques de piedra bien cortados unidos con argamasa, con paredes de 2 m de grosor, situado en el punto más alto de una peña margosa de unos 25 m de anchura y unos 80 m de longitud, que se eleva unos cuatro o cinco metros en vertical sobre las empinadas laderas de la sierra.
En tiempos, toda la peña estuvo rodeada por un muro que fue derribado en el siglo XVI, al que solo se podía acceder por el punto más bajo, a occidente, por donde actualmente se accede mediante una escala de hierro de cuatro peldaños. Dentro del recinto había una cisterna excavada en la roca, aún visible, la torre y algunas dependencias para que se protegieran los defensores del castillo y para guardar armas, víveres y herramientas. La torre tiene un boquete en su cara oeste, pero antiguamente solo se podía acceder al interior desde el primer piso por un portalón y mediante una escalera de madera que se podía recoger.

## Historia
El origen del castillo es incierto, aunque podría haberse construido en el siglo VII. Es mencionado por primera vez en un documento del año 881, en la compra-venta de una vivienda en San Feliu de Cerviá, que se halla a sus pies, cerca de la desembocadura del río Ges en el Ter, y se vuelve a mencionar en 937, siempre como parte de una operación que se realiza en el término del castillo de Torelló.
El castillo fue uno de los bastiones de la Reconquista y no tardó en convertirse, a la hora de repoblar la región, en el centro geográfico y político de una gran extensión de territorio cuyos límites naturales son el triángulo formado por la sierra de Bellmunt y los ríos Ges y Ter, que, desde el principio comprende los términos de San Pedro de Torelló, San Vicente de Torelló y Torelló.
A lo largo de los años, el señor feudal que dominaba el término y era señor del castillo, aunque nunca vivió aquí, ha ido cambiando. Perteneció primero a los condes de Barcelona-Osona, que entre 1017 y 1030 lo enfeudaron a los condes de Besalú. Entre 1017 y 1082 fue enfeudado a la Casa de Montcada, hasta que fue recuperado por el conde de Barcelona en 1309. En 1347 fue vendido a Pere de Milany, que también gobernaba el castillo de Milany, situado más al norte, y era castellano (o caballero) de los Montcada. Y en 1351 fue vendido a los Cabrera, cuya familia, pasando por los marqueses de Aitona, en 1557) y de Medinaceli, lo controló hasta 1820.
Solo en tiempos de guerra, el caballero al cargo del castillo, localmente llamado castlà o castellano, residía en la fortaleza. El 28 de marzo de 1463, los consejeros de Vich propusieron su derribo, ya que estaba en muy mal estado debido a los terremotos del año 1427 y 1428 . Durante la Guerra Civil Catalana (1462-1472) de la Generalidad y el Consejo de Ciento contra Juan II de Aragón, conde de Barcelona, se refugiaron en el castillo algunos campesinos. En 1554, el marqués de Tarifa ordenó la demolición de las murallas para evitar que bandidos y bandoleros hicieran uso de él. La última incidencia grave fue en septiembre de 1767, cuando una terrible tormenta derribó una parte de los restos, dejando solo la torre, que ha sido parcialmente restaurada durante los últimos años del siglo XX.